# Julius Pintsch AG
Julius Pintsch AG à Berlin était l’une des entreprises allemandes les plus importantes dans le domaine de l’éclairage. Fondée à l’origine en 1843 par Julius Pintsch, elle a existé sous cette raison sociale de 1907 à 1953, puis a fusionné avec sa filiale Bamag Meguin AG pour former Pintsch Bamag AG.

## Historique

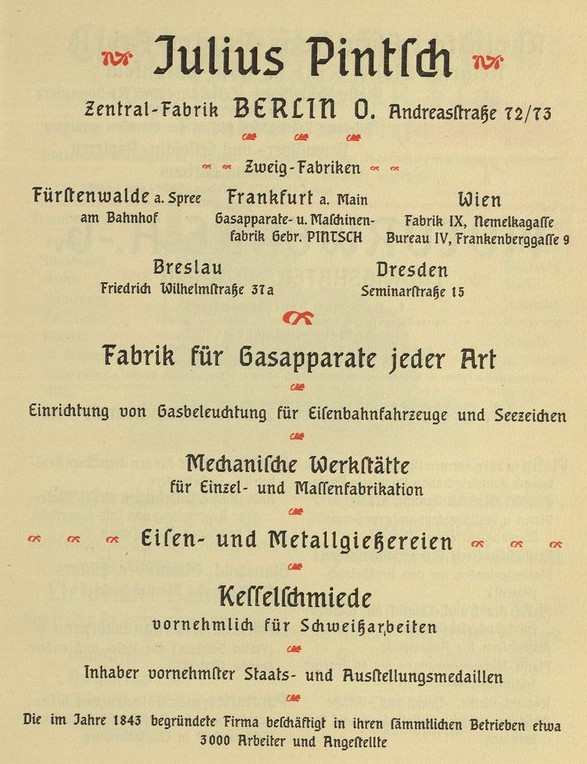
Portfolio pour l’Exposition Universelle de Paris de 1900

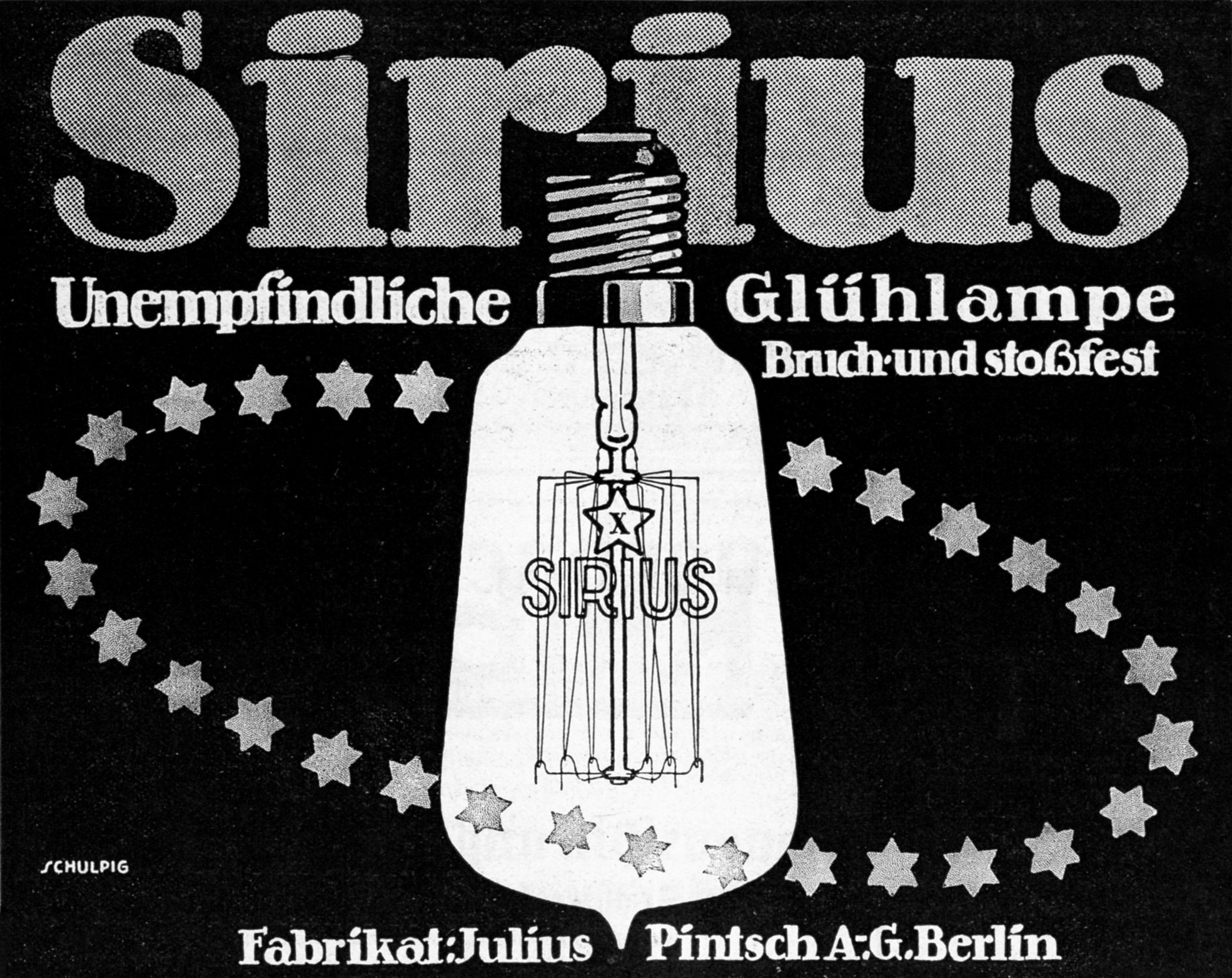
Publicité pour la lampe à incandescence Sirius

L’entreprise est née d’un petit atelier de plomberie fondé en 1843 dans une pièce en sous-sol. Elle a d’abord produit des compteurs de gaz, puis des lampes de chemin de fer fonctionnant au pétrole et au gaz.
À sa mort en 1884, le fondateur laisse derrière lui une grande entreprise industrielle, qui sera poursuivie en tant qu’entreprise familiale par ses fils Richard, Oskar, Julius Karl et Albert. En 1907, l’entreprise, dont les sites se trouvent à Berlin, Fürstenwalde/Spree et Francfort-sur-le-Main, a été transformée en société anonyme sous le nom de Julius Pintsch AG. À partir de 1927, elle détient une participation majoritaire dans Bamag Meguin AG. En 1936, la société est transformée en société en commandite.
Après la Seconde Guerre mondiale, Julius Pintsch KG a eu son siège social à Hambourg. En 1946, Julius Pintsch West-KG a été fondée à Berlin.
À partir de 1953, l’entreprise opère sous le nom de « Pintsch Bamag AG ». Il y avait environ 5500 employés à l’époque. Le siège social était maintenant à Butzbach. À partir de 1920 environ, le siège de la société Meguin y était également situé, ce qui était l’un des sites les plus importants de Bamag Meguin à partir de 1924.
La société Pintsch Bamag AG a été scindée en divisions. Dans le domaine de l’ingénierie des procédés, elle intervient dans la planification, conception, fabrication et assemblage d’appareils / installations d’ingénierie des procédés, y compris les usines chimiques, les usines de gaz, les usines d’engrais, la récupération des solvants, le traitement de l’eau pour les eaux de boisson, les eaux de traitement et les eaux usées, les usines de décontamination. Dans le domaine de la technique ferroviaire, elle est active dans la construction d’aiguillages, les technologies de conduite, de circulation et d’éclairage des trains. Elle a aussi des activités dans l’éclairage des aéroports, la construction de grues et les technologies de défense navale.
Pintsch Bamag AG a été reprise en 1967 par l’héritier de Thyssen, Hans Heinrich Thyssen-Bornemisza. Il a démantelé l’entreprise et vendu individuellement les divisions rentables, dont la plupart existent encore aujourd’hui en tant qu’entreprises individuelles ou divisions dans d’autres sociétés. Par exemple, Pintsch BAMAG Antriebs- und Verkehrstechnik GmbH à Dinslaken fait partie du groupe Schaltbau depuis 1987.
La division d’ingénierie des procédés a été scindée et a continué à être exploitée sur le site de Butzbach par un investisseur sous le nom de BAMAG Verfahrenstechnik GmbH.

## Site de Fürstenwalde
En 1872, Julius Pintsch ouvre une usine d’appareils de mesure et de contrôle des gaz à Fürstenwalde. Après la Seconde Guerre mondiale, l’usine a été démantelée. Sur le site de l’ancienne usine a été construite VEB Gaselan, qui a ensuite été rebaptisée VEB Chemie- und Tankanlagenbau Fürstenwalde. Après la réunification allemande, le cartel a été scindé en plusieurs sociétés individuelles.
En 1998, l’entreprise a été rebaptisée Chemie- und Tankanlagenbau Reuther. L’entreprise a dû déposer le bilan vers 2021. Les bâtiments de l’usine sont maintenant utilisés à d’autres fins, en partie comme appartements.

## Reuther STC GmbH
Reuther STC était un transformateur de métaux du Brandebourg basé à Fürstenwalde, actif dans la construction d’éoliennes et de conteneurs. L’entreprise a réalisé la majorité de ses ventes avec des tours en acier tubulaire, des roues polaires et des fondations pour éoliennes.